# Mont Soleil
Il Mont Soleil è una montagna della catena del Giura collocata a nord di Saint-Imier nel Canton Berna in Svizzera.
La sommità raggiunge i 1'291 metri ed è la più alta delle Montagne du Droit, che difatti è una cresta montuosa. L'area è facilmente accessibile da una funicolare da Saint-Imier fino all'altezza di 1'180 metri.
Sulla cima del monte si trovano un osservatorio e alcune pale eoliche come anche un parco solare.

## Gallery

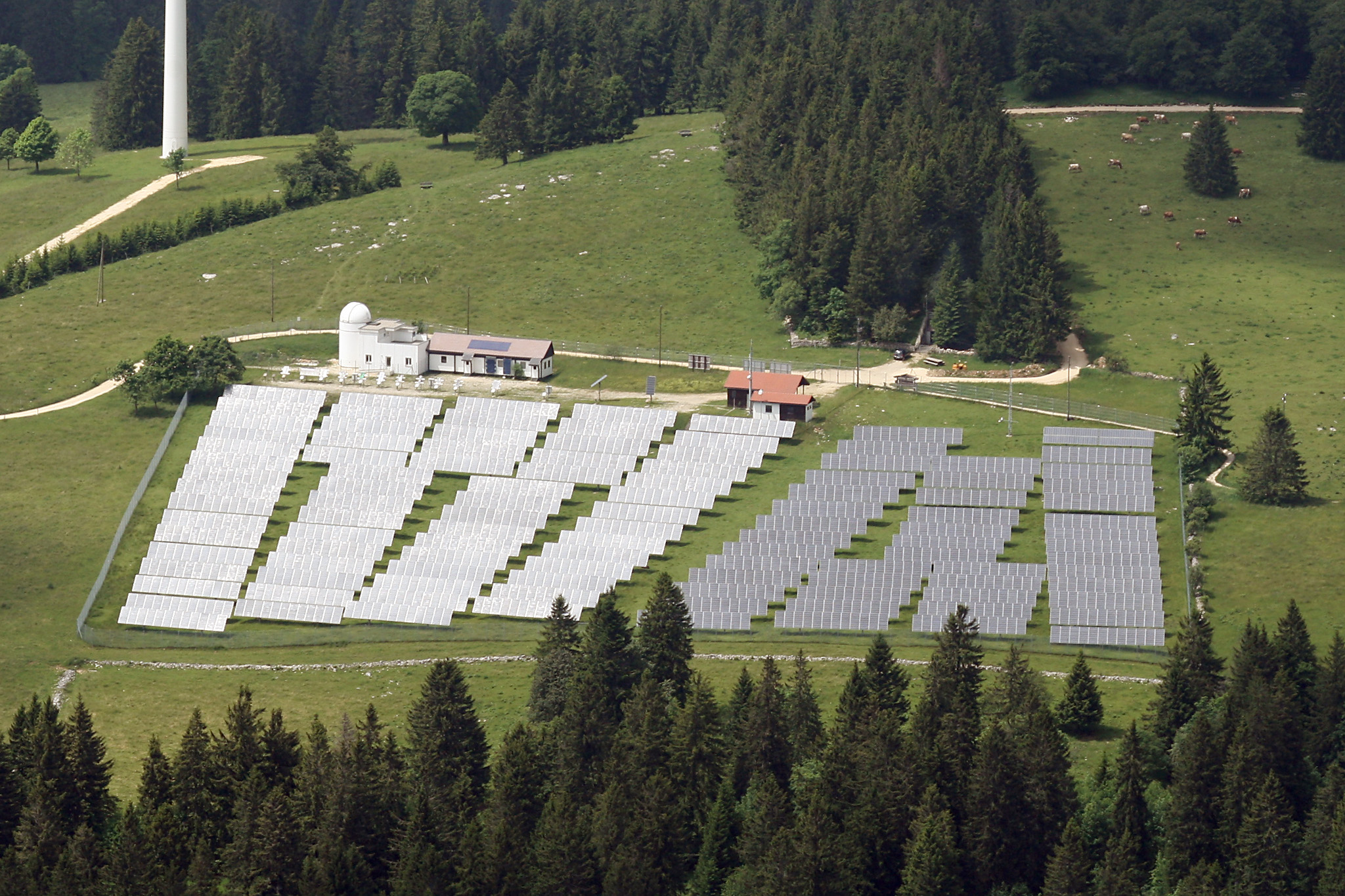
Parco solare
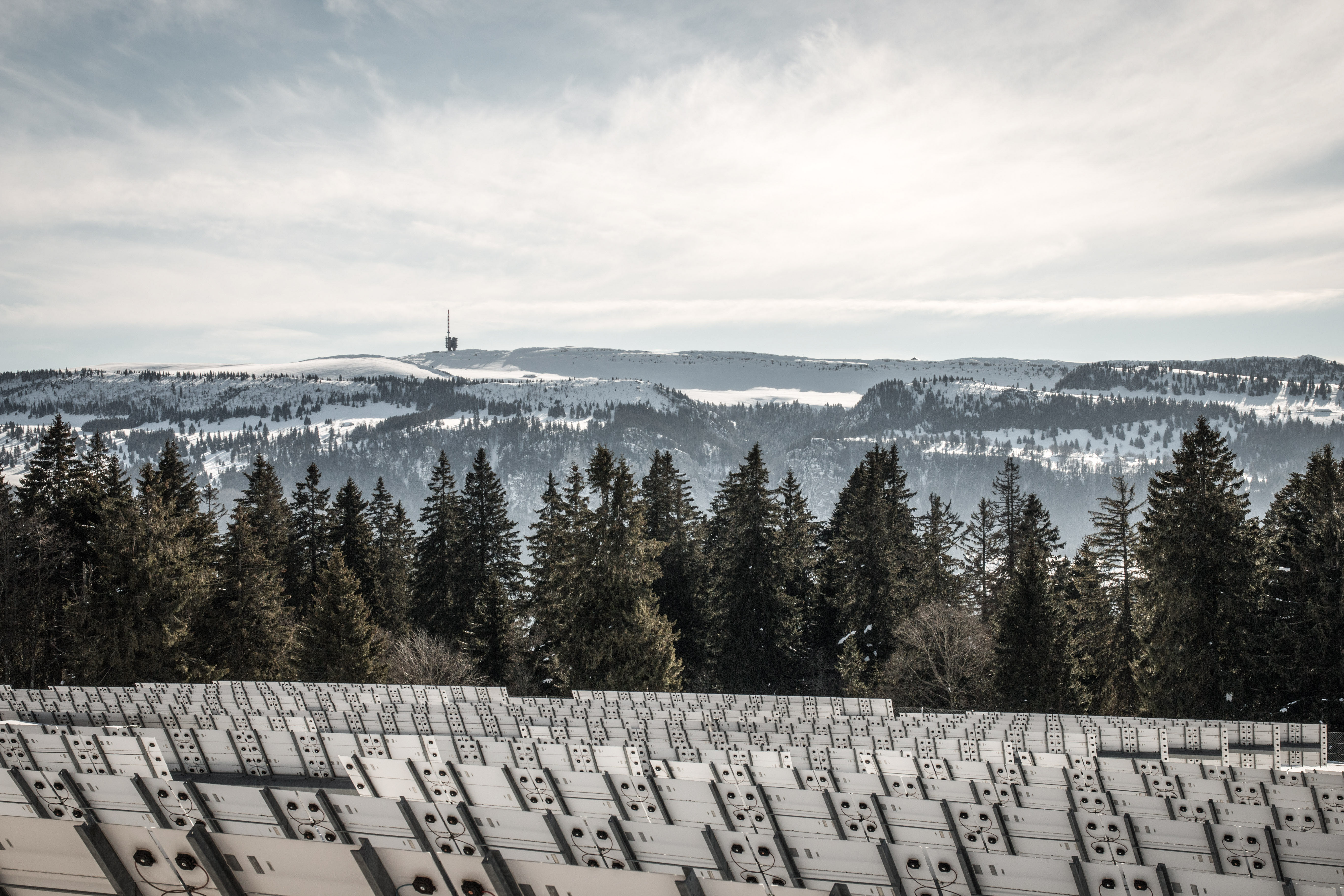
Vista dello Chasseral dal parco solare
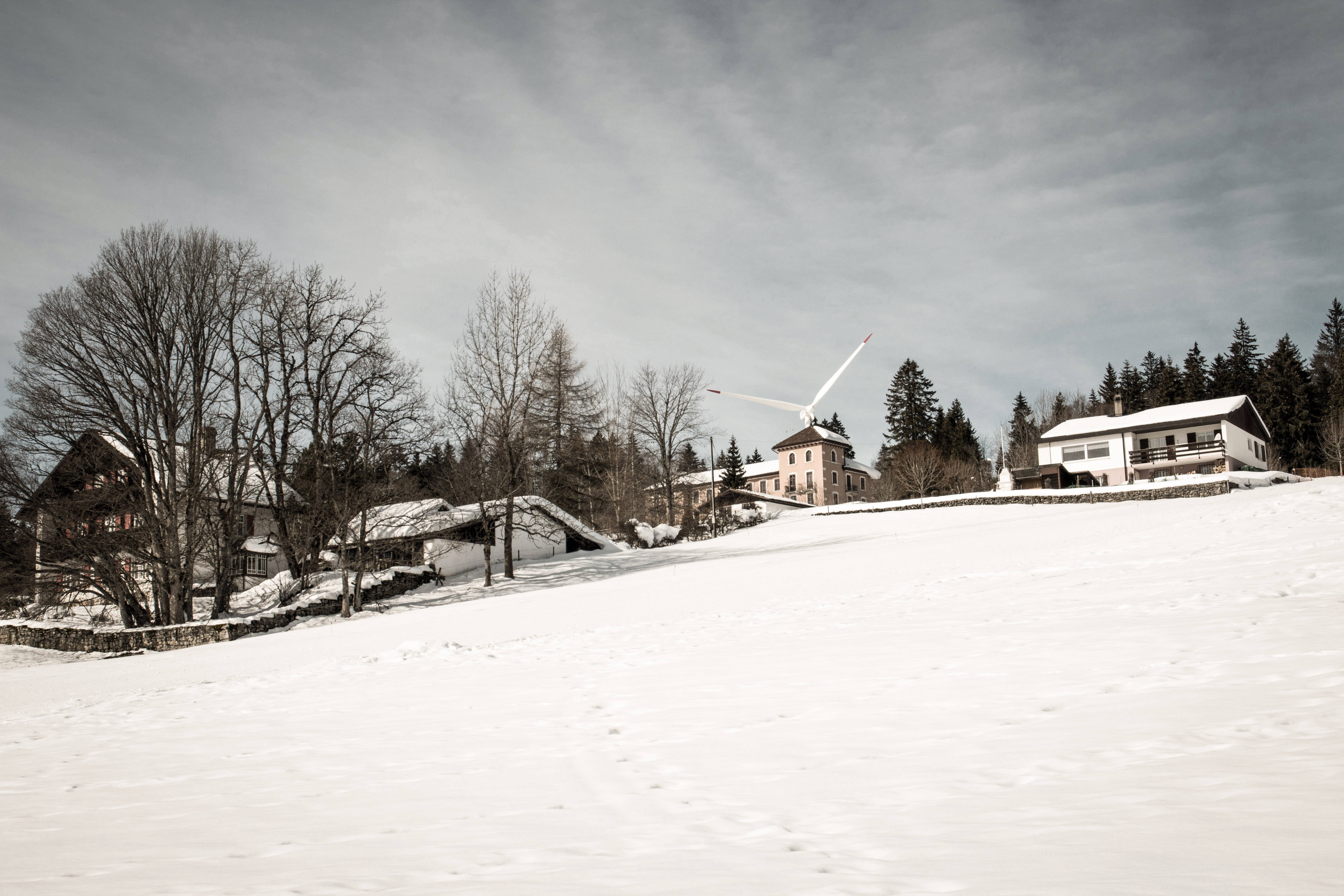
Vista della sommità con pale eolica
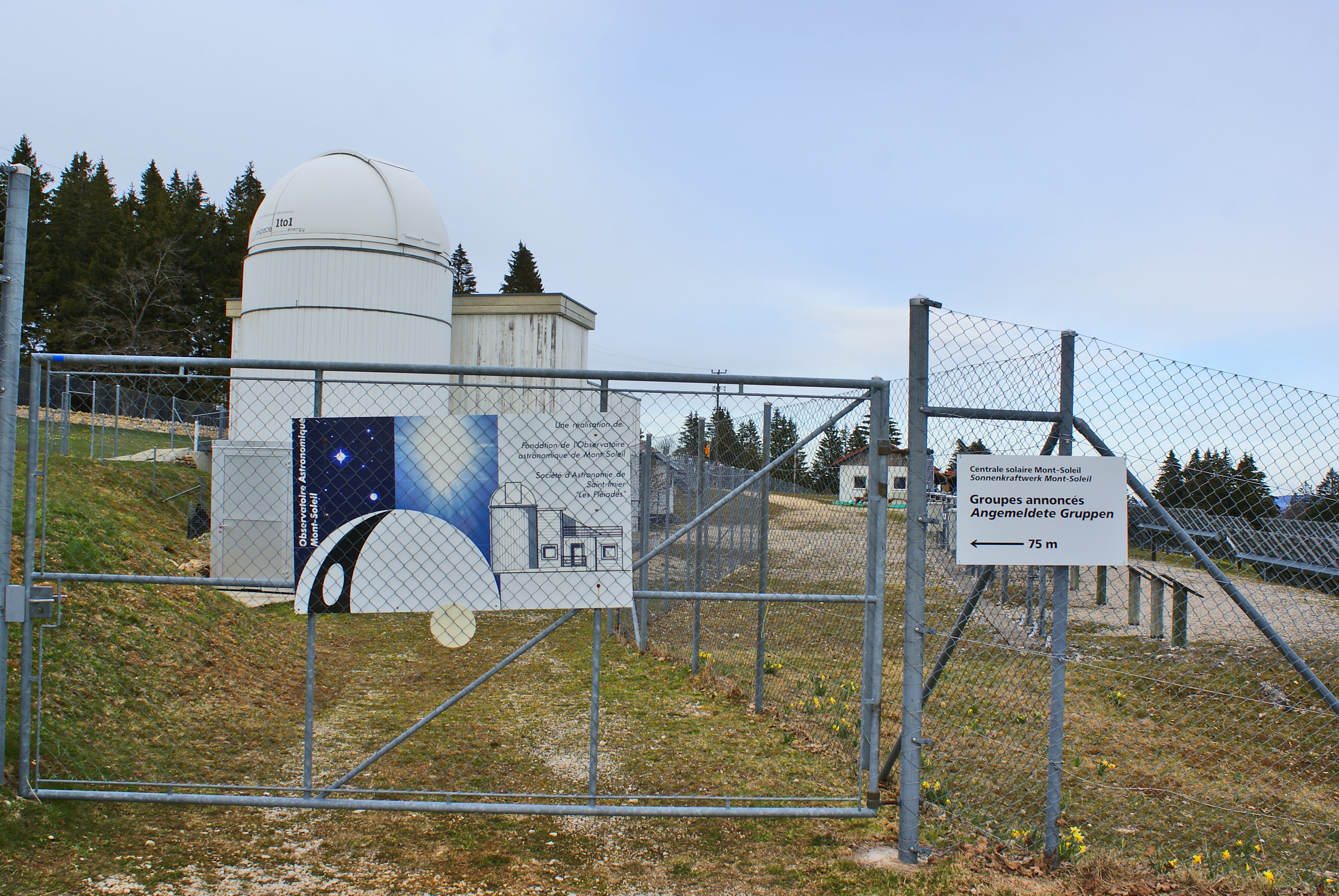
Osservatorio astronomico
Pension des Eloyes
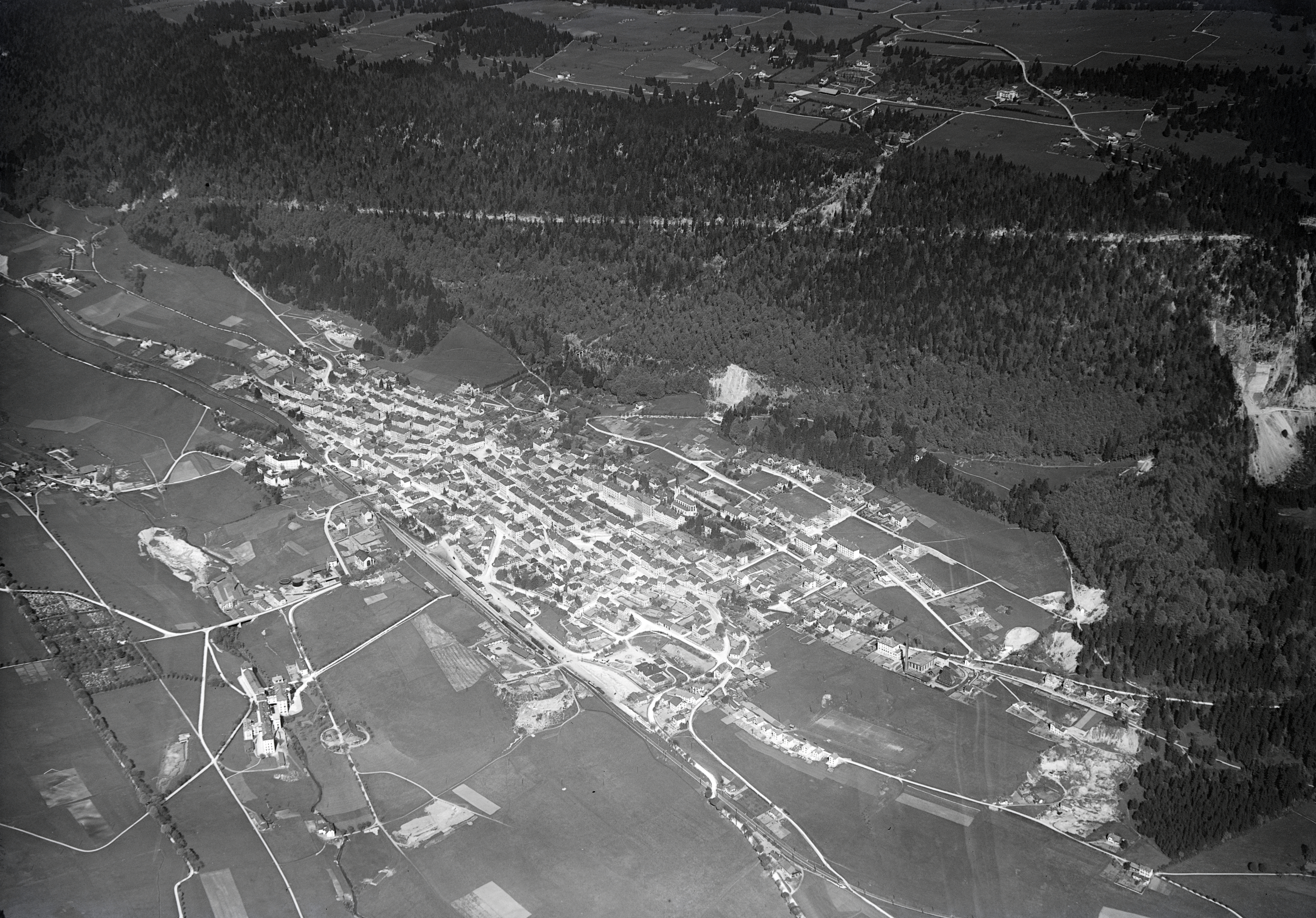
Vista di Saint Imier e del Mont Soleil
Casa Peter Widmer